# Norrmyrtjärnen (Arvidsjaurs socken, Lappland, 726212-165065)
Norrmyrtjärnen är en sjö i Arvidsjaurs kommun i Lappland och ingår i Skellefteälvens huvudavrinningsområde.